# Вовк Хведір Ївлампійович
Федір Євлампійович Вовк  (1798–1889) — український кобзар. Кобзарський цехмайстер у 1848–1889 р.р.

## Життєпис
Життєписні нотатки про співця у запису М. Гримич такі: «Це була легендарна особа. З одного боку, від нього не зроблено жодного запису, а з другого — з вуст різних кобзарів різних поколінь звучали слова найвищої оцінки його кобзарської майстерності, людських якостей. Якщо говорити про славу не перед слухачами, а серед професіоналів-кобзарів та лірників (адже громадська думка часто штучно створювалася завдяки симпатіям збирачів, відомих людей), то, безперечно, найавторитетнішою особистістю на багато років був Федір Вовк. Тому його ім'я заслуговує на ширшу оповідь».
Федір Вовк був родом з Галичини. Будучи хлопцем, він, внаслідок купівлі-продажу, опинився на Східній Україні, в с. Сомівка. Парубком його віддали в москалі, звідкіля він втік і прибився до монастиря під Прилуками. Там він став свідком «вертепу блудодійства», а коли обурився, його осліпили. За допомогою одного з братів ченців, йому вдалося втекти й звідти. Певний час його переховував у себе один єврей. Після того доля закинула Федора Вовка в с. Козирщину, де «старий» запорожець, Тихон Козир вивчив його грати на кобзі, співати пісень і дум.
Кобзарі визнавали, що «на кобзі лучче його ніхто не грав. В сорок год його вже панотцем називали». У 1848 році у Миргороді на Судній раді його обрали панотцемцехмайстером, і пробув він ним 41 рік. Федір Вовк мав міцне здоров'я. Ніхто не знав, щоб він хворав коли, хоч і старий був, а ходив так піхуря, що молодий було з ним не зійде (…) співав басюкою таким, що земля під ним, було, труситься. А бандура яка в його була. Як колихне на тій бандурюзі, аж хмари, було, колишуться, а трава, було, тільки шипотить. А люд слухаючий німів, як камінь, а сльози у людей лились з очей, неначе струмки журкотіли із високих гор, бо так покойний — царство йому небесне — наш найстарший панотець умів грать та співать.
Федір Вовк дійсно був незвичайною особистістю. Межі його цехмайстерства розрослися до величезних розмірів. Він досконало знав 12 Устиянських книг, багато подорожував: «Панотець Федір Вовк, царство йому небесне, скрізь бував, він був мандрівним дяком і монахом, і салдатом, ото вже така людина вродиться на світ. От він був і в Почаєві, і в Бандерах, і в Очакові, і багато знав хороших людей в Галичині, в Київській Лаврі були старі монахи, дуже любили і честили нашого панотця Федора Ївлампійовича Вовка».
Є свідчення, що Федір Вовк двічі зустрічався і мав бесіди з Т. Шевченком. Серед його учнів — П. Гащенко, С. Пасюга. Похований Федір Вовк на старому цвинтарі у м. Грайвороні на Східній Слобожанщині (тепер Білгородська область Російської Федерації).